# 海峡西岸铁路
海峽西岸鐵路是指中國鐵道部和福建省人民政府於2008年3月发布的《關於推進海峽西岸經濟區新一輪鐵路建設會談暨會議紀要》中所規畫的鐵路路線，包含兩條自中國福建省跨越臺灣海峽至臺灣的高速鐵路，然而此計畫不但有高昂的成本以及艱困的技術挑戰，更需面對臺灣海峽兩岸複雜的政治關係。
以北京到台北的「京台高鐵」福建段及昆明到台灣的「昆台高速铁路」福建段為主要內容的該紀要，其主要目的為推動三通與擴大兩岸交流合作。而該紀要推出後，不少大陆城市附和，不過也因構想大膽，爭議反對者頗眾。
- 京台高速铁路（北京－福州段称「京福高速铁路」）：北京－蚌埠－合肥－福州－台北，並於莆田市預留銜接台湾海峡隧道，由京沪高速铁路北京至蚌埠段、合蚌客运专线及合福客运专线组成，全线设计时速为350公里。[1]
- 昆台高速鐵路（昆明－厦门段称「昆厦高速铁路」）：昆明－贵阳－桂林－赣州－龙岩－厦门－高雄，並於漳州和泉州肖厝港预留銜接台湾海峡隧道，由沪昆客运专线昆明至贵阳、贵广高速铁路贵阳至桂林、桂郴赣铁路、赣龙铁路、龙厦铁路组成，全线设计时速为200至350公里。

《关於加快海峡西岸经济区铁路发展会议纪要》公布於2008年1月，发布单位为中国大陆负责铁路运输的铁道部与福建省政府。这是由大陆官方发起，在台湾完全不具官方或民间意义的构想。《纪要》中的海峡指的是台湾海峡，而海峡西岸则是指中国福建省；而该纪要则是计划2012年－2020年间，於福建境內新增铁路长度达1900公里以上。里面最庞大企划，则是连接福建通往台湾省省会台北市的台湾海峡隧道。

#### 計畫通車日期（1170.4公里）
| 线路名称                    | 长度 （km） | 设计速度（km/h） | 线路标准 | 动工日期 （年/月/日） | 计划通车日期 （年/月/日） | 所属的海峡西岸高速铁路 |
| --------------------------- | ----------- | ---------------- | -------- | --------------------- | ------------------------- | ---------------------- |
| 赣龙铁路 （複線电气化工程） | 274         | 200              | I 级干线 | 2009/12/29            | 2015/12/26                | 昆台高速鐵路           |
| 合福客运专线                | 806         | 350              | 客運專線 | 2009/12/22            | 2015/6/28                 | 京台高速鐵路           |
| 福平鐵路                    | 90.4        | 200              | I 级干线 | 2013/10/31            | 2020/12/26                | 京台高速鐵路           |